# PGM2

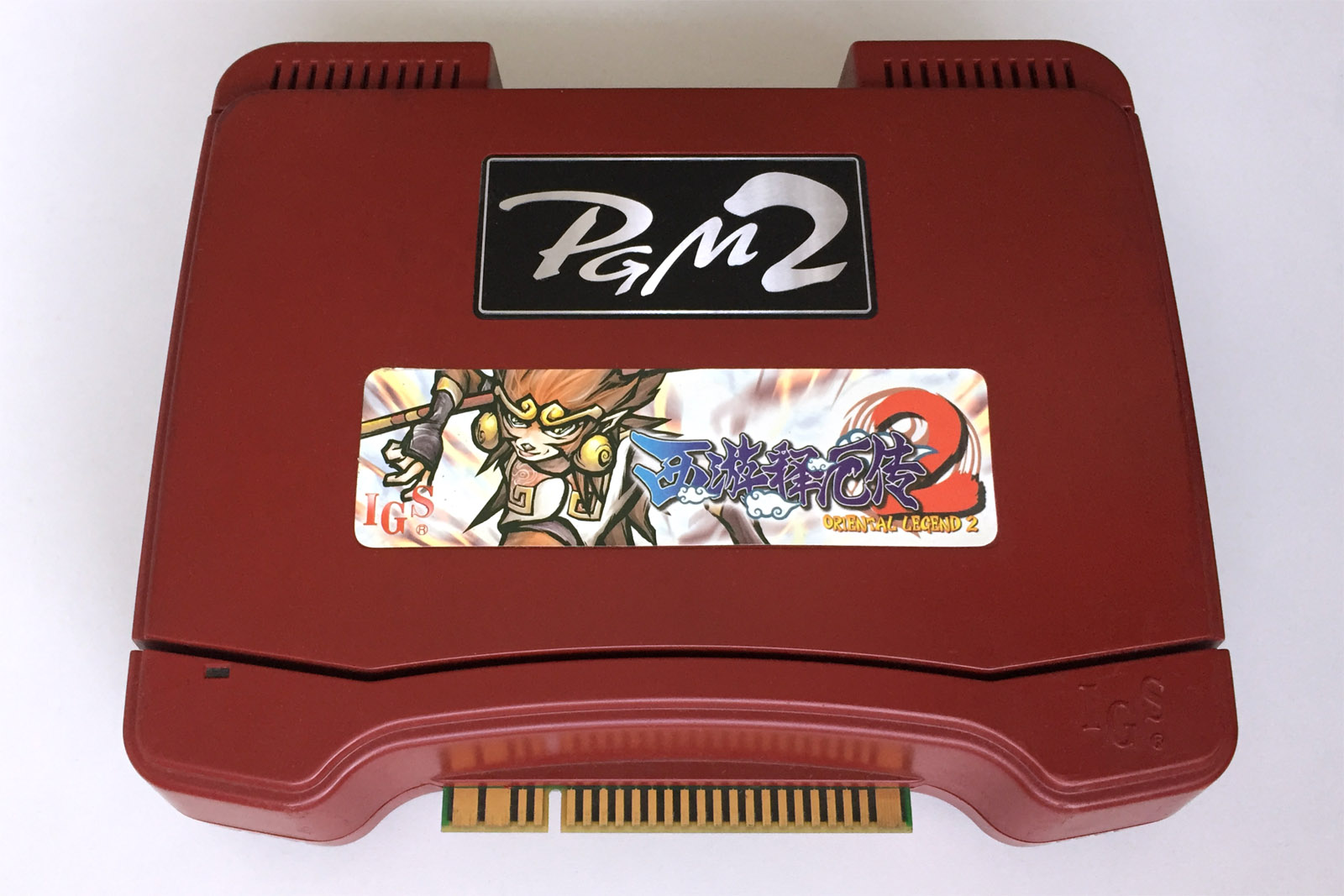
Système PGM2 avec cartouche Oriental Legend 2

Le PGM 2 (PolyGame Master 2) est un système d'arcade JAMMA à cartouches, conçu par la société taïwanaise IGS et sorti en 2007.

## Description
Le PGM 2 sort en fin d'année 2007 et succède au PGM alors âgé de 11 ans. Comme son prédécesseur, le PGM 2 fonctionne avec des jeux sur cartouches. Le premier jeu à sortir sur le système est Oriental Legend 2, un beat 'em all en 2D, auquel en suivra un autre quelques mois plus tard : une nouvelle version de Knights of Valour 2. À sa sortie, le système est faible techniquement, mais peu onéreux et donc intéressant pour les exploitants afin de placer des jeux récents dans leurs anciennes bornes d'arcade jamma, le parc de vieilles machines d'arcade de type Sega Astro City étant très important dans toute l'Asie.
Afin de vendre des jeux d'arcade en dehors du Japon, SNK Playmore édite en 2009 une version PGM2 de son jeu de combat The King of Fighters '98 Ultimate Match HERO déjà sorti au Japon sur système Taito Type X.
Les sorties de jeux se font très rares (début 2010). Idea Factory annonce fin 2009, la sortie du jeu de puzzle Jigsaw World Arena, un jeu qui existe déjà sur Nintendo DS, développé par Nippon Ichi Software.
IGS a présenté Knight of Valour 3 lors du GTI Asia Taipei Expo 2011 qui avait lieu dans la capitale taïwanaise le 5, 6 et 7 mai 2011.
Plusieurs des jeux sortis sur PGM2 sont des jeux déjà sortis sur d'autres plates-formes et sont de simples versions mises à jour.

## Spécifications techniques

### Processeur
- Processeur principal sur cartouche : IGS036 identique aux processeurs à Architecture ARM qui diffère légèrement pour chaque jeu

### Audio
- Yamaha YMZ774-S

### Affichage
- GPU : IGS037

### Extra
- SRAM : IS61LV25616AL
- Extra MCU pour la protection et la carte de communication IC : R5F21256SN
- Chipset QFP100 (Xlinx CPLD)

### Média
- ROM

## Liste des jeux
| Titre                                                                     | Développeur                         | Éditeur | Système           | Genre         | Date |
| ------------------------------------------------------------------------- | ----------------------------------- | ------- | ----------------- | ------------- | ---- |
| DoDonPachi Daiōjō Tamashii                                                | Cave                                | Cave    | PGM 2 (cartouche) | Shoot 'em up  | 2010 |
| Jigsaw World Arena                                                        | Idea Factory / Nippon Ichi Software | IGS     | PGM 2 (cartouche) | Puzzle        | 2010 |
| The King of Fighters '98: Ultimate Match HERO                             | SNK Playmore / New Channel          | IGS     | PGM 2 (cartouche) | Combat        | 2009 |
| Knights of Valour 2: New Legend / San Guo Zhan Zhi Er: Gai Shi Ying Xiong | IGS                                 | IGS     | PGM 2 (cartouche) | Beat them all | 2009 |
| Knights of Valour 3                                                       | IGS                                 | IGS     | PGM 2 (cartouche) | Beat them all | 2011 |
| Oriental Legend 2 / Xi You Shi E Zhuan 2                                  | IGS                                 | IGS     | PGM 2 (cartouche) | Beat them all | 2007 |
| Puzzle of Ocha / Ochainu No Pazuru                                        | Compile Heart                       | IGS     | PGM 2 (cartouche) | Puzzle        | 2010 |